# Des filles et des hommes
Pour plus de détails, voir Fiche technique et Distribution.
Des filles et des hommes (La ragazza della salina en italien ; Harte Männer heisse Liebe en allemand) est un film dramatique italo-ouest-germano-yougoslave réalisé par František Čáp, sorti en 1957.

## Fiche technique
- Titre français : Des filles et des hommes ou La Fille de la saline ou La Fille du marais salant[1]
- Titre original italien : La ragazza della salina
- Titre original allemand : Harte Männer heisse Liebe ou Mädchen und Männer ou Salz und Brot
- Titre serbo-croate : Djevojke i muškarci
- Réalisation : František Čáp
- Scénario : František Čáp, Vjekoslav Dobrincic et Johannes Kai
- Photographie : Václav Vích
- Musique : Bert Grund
- Pays de production :  Italie -  Allemagne de l'Ouest -  Yougoslavie
- Format : Couleurs - Mono
- Genre : Drame passionnel
- Durée : 94 minutes
- Date de sortie : 
  - Allemagne de l'Ouest : 27 février 1957
  - Italie : 15 juin 1957
  - France : 13 juillet 1962

## Distribution
- Marcello Mastroianni : Piero
- Isabelle Corey : Marina
- Jester Naefe : Vida
- Trude Hesterberg : la mère de  Vida
- Edith Schultze-Westrum : la mère de Piero
- Kai Fischer : Lola
- Peter Carsten : Alberto
- Hans Reiser (de) : Nico
- Mario Adorf : Coco